# Eupseudosoma larissa
Eupseudosoma larissa är en fjärilsart som beskrevs av Druce 1890. Eupseudosoma larissa ingår i släktet Eupseudosoma och familjen björnspinnare. Inga underarter finns listade i Catalogue of Life.